# Acacia dolichophylla
Acacia dolichophylla é uma espécie de leguminosa do gênero Acacia, pertencente à família Fabaceae.